# Michiel de Vaan
Michiel Arnoud Cor de Vann (nascido em 1973) é um linguista holandês e indo-europeanista. Ele dedicou-se ao estudo das línguas indo-europeias, linguística histórica e dialetologia na Universidade de Leiden até 2014, quando mudou-se para a Universidade de Lausanne na Suíça. De Vann esteve na Universidade de Leiden desde 1991, primeiro como aluno e depois como professor.
Ele publicou extensivamente sobre linguística e filologia limburguês, holandesa, germânica, albanesa, indo-iraniana e indo-européia. Ele publicou mais de 100 artigos, escreveu vários livros e editou procedimentos de conferências e um manual de indo-europeu. Ele escreveu o dicionário etimológico do latim e outras linguagens itálicas como contribuinte para o projeto do Dicionário Etimológico Indo-Europeu baseado em Leiden.

## Livros
- Introducción al avéstico (with Javier Martínez; 2001, Ediciones Clásicas, Madrid. 140 pp.)
- The Avestan Vowels (2003, Rodopi, Amsterdam/Atlanta. 710 pp.)
- Germanic Tone Accents. (editor, 2006, Proceedings of the First International Workshop on Franconian Tone Accents, Leiden, 13-14 June 2003. Zeitschrift für Dialektologie und Linguistik - Beiheft 131. Franz Steiner Verlag, Stuttgart)
- Etymological Dictionary of Latin and the other Italic Languages (2008, Leiden etc.: Brill. 825 pp.)
- with Alexander Lubotsky: Van Sanskriet tot Spijkerschrift. Breinbrekers uit alle talen (2010, Amsterdam: Amsterdam University Press)
- Beekes, Robert Stephen Paul: Comparative Indo-European Linguistics. An Introduction. Second edition, revised and corrected by Michiel de Vaan. (2011, Amsterdam / Philadelphia: John Benjamins).
- with Rolf H. Bremmer Jr: Sporen van het Fries en de Friezen in Noord-Holland (2012, It Beaken : Tijdschrift van de Fryske Akademy, nr. 74).[Conference proceedings]
- with Javier Martínez: Introduction to Avestan (2014; Leiden / Boston: Brill). [translation of the Spanish edition from 2001]